# Ilford (Manitoba)
Ilford est une petite localité et un établissement indien, établi à côté de la voie ferrée du Chemin de fer de la Baie d'Hudson dans la province du Manitoba.

## Situation géographique
Ilford est située à 64 kilomètres au sud-ouest de Gillam.

## Transport
Ilford dispose d'un aéroport et d'une gare ferroviaire.

## Histoire
Le village est fondé lors de la construction de la ligne du Chemin de fer de la Baie d'Hudson. 

## Population
Lors du recensement de 2006, Ilford comptait 116 habitants. Bien qu'il ne soit pas une réserve indienne à proprement parler, mais plutôt un établissement indien, il s'agit du site principal de la Première Nation de War Lake. Celui-ci dispose de deux parcelles de 2,89 ha et 23,89 ha à proximité du village.